# 英村
英村（はなぶさむら）は山梨県東八代郡にあった村。現在の笛吹市北部、笛吹川・金川左岸、国道20号石和バイパス沿線にあたる。

## 地理
- 河川：笛吹川、金川

## 歴史
- 1875年（明治8年）1月 - 八代郡上平井村・下平井村・中川村・成田村・国衙村が合併して英村となる。
- 1878年（明治11年）7月22日 - 郡区町村編制法の施行により、英村が東八代郡の所属となる。
- 1889年（明治22年）7月1日 - 町村制の施行により、英村が単独で自治体を形成。
- 1956年（昭和31年）9月30日 - 石和町・東山梨郡岡部村と合併し、改めて東八代郡石和町が発足。同日英村廃止。
- 1957年（昭和32年）3月20日 - 石和町のうち旧村域の一部（大字国衙・成田）が御坂町に編入。